# Balian d'Ibelin (mort en 1151)
Pour les articles homonymes, voir Balian d'Ibelin.
Barisan d'Ibelin († entre 1150 et 1152) est une importante figure du royaume de Jérusalem et est l'ancêtre de la famille Ibelin. Son prénom est souvent prononcé Balian et il est aussi appelé Balian l'Ancien.
Sa famille est inconnue ; on a parlé des vicomtes de Chartres, mais rien n'a été prouvé. On a aussi émit l'hypothèse que Barisianus signifie habitant de Bari, en Italie. Il se rend en Terre Sainte probablement lors du premier pèlerinage de Foulque V d'Anjou. Il est cité en 1115 connétable du comté de Jaffa. En 1120, il participe au Concile de Naplouse où sont promulguées les premières lois du royaume de Jérusalem.
Il épouse vers 1122 Helvis de Rama, fille de Baudouin, seigneur de Rama, et de Stéphanie de Naplouse.
En 1134, Hugues II du Puiset, comte de Jaffa, se révolta contre Foulque d'Anjou, devenu roi de Jérusalem, et Balian prit le parti du roi. En 1141, Foulque d'Anjou, fit construire un château à Yebna (actuelle Yavne), entre Jaffa et Ascalon, lieu qui était un point stratégique contrôlant la route venant de l'Égypte fatimide, et en nommera comme seigneur Balian. Celui-ci prit alors comme nom de famille la forme française du nom de ce château, qui est Ibelin.
En 1148 Balian hérite de la seigneurie de Ramla par sa femme Helvis de Rama. Durant cette même année, il est également présent au conseil tenu à Acre après l'arrivée de la seconde croisade, où il fut décidé d'assiéger Damas.
Sa descendance se compose comme suit :
- Hugues d'Ibelin († 1170), seigneur d'Ibelin et de Rama ;
- Baudouin d'Ibelin († 1187), seigneur de Mirabel, puis de Rama ;
- Balian d'Ibelin († 1193), seigneur de Naplouse et d'Ibelin ;
- Ermengarde d'Ibelin († 1160/67), mariée à Elinard de Bures, prince de Galilée et seigneur de Tibérias ;
- Stéphanie d'Ibelin († après 1167).

Il meurt en 1151. Sa veuve se remaria avec Manassès de Hierges, connétable du royaume de Jérusalem.